# Gellé frères
Gellé Frères France est une société française dans le domaine de la parfumerie et de la cosmétique. Elle a été fondée en 1826 à Paris.

## Historique

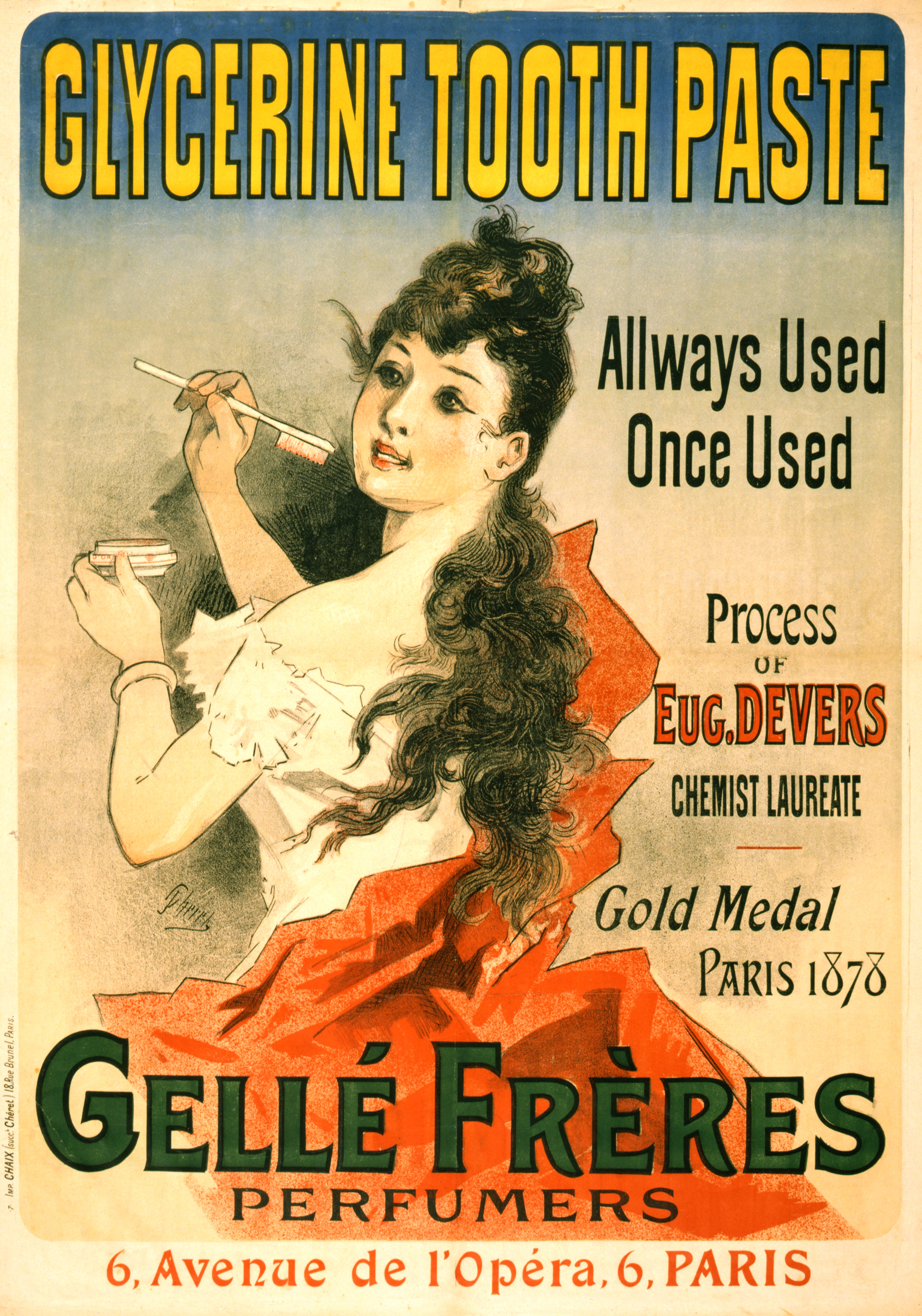
Publicité signée Jules Chéret destinée au marché anglo-saxon pour un dentifrice (1889).

En 1826, les frères Jean-Baptiste Augustin et Nicolas Willeborde Gellé héritent des formules de Jean-Louis Fargeon, Maître parfumeur de Marie-Antoinette, et ouvrent une boutique à Paris sous le nom « Parfumerie savonnerie Gellé Frères ». En 1827, la maison fabrique ses produits à la Chapelle où elle possède un entrepôt d’eau de Cologne.
Dans l’annuaire Firmin Didot de 1850, il est indiqué : « Gellé Ainé et Cie, ancienne maison Gellé Frères, inventeurs du régénérateur pour arrêter la chute des cheveux, inventeurs de la crème Zouave, pour teindre à la minute, la barbe, la moustache, les favoris. Fabrique renommée pour ses produits de qualité supérieure (…) savons de toilette. 35 rue des Vieux-Augustins, près de la Place des Victoires ».
En 1855, l'entreprise change de nom et devient « Gellé aîné & Cie » ; une nouvelle usine est inaugurée à Neuilly-sur-Seine et le catalogue affiche des produits ayant participé à différentes expositions (Paris 1849, Londres 1851). En 1870, l'usine est déplacée à Levallois-Perret, puis un magasin de prestige est ouvert avenue de l'Opéra.
En 1878, Gellé Frères fabrique son premier dentifrice brut. Le Bottin inclut la société dans la rubrique « distillateurs » : « Gellé Frères, notables commerçants, médaille d’argent à l’Exposition de 1867. Distillateurs de fleurs et de plantes aromatiques, procédé de perfectionnement pour la fabrication des essences de girofle, de santal, de patchouli, de vétiver et de bois de rose. 35 rue d’Argout. Usine à vapeur à Levallois-Perret ». La marque gagne en notoriété en s'associant avec Jean Carlu pour la conception des affiches et l'actrice Mistinguett pour sa promotion.
Le 1er janvier 1885, Paul Lecaron, petit-fils de Jean-Baptiste Augustin Gellé, devient directeur propriétaire de la Maison Gellé Frères. Il prend la suite de son père Emile, associé à son frère Maurice Lecaron. À la mort de ce dernier en 1907, Paul Lecaron fait entrer ses neveux André et Robert dans l'entreprise. À cette époque, Gellé frères participent aux Expositions Universelles, ainsi qu'aux Expositions Internationales des arts décoratifs et industriels modernes où elle reçoit de nombreux prix (Barcelone 1888, Paris 1889, Moscou 1901, Hanoï 1903, Bruxelles 1910).
De 1970 à 1980, la société élabore une ligne de produits de soins esthétiques sous la direction de Michel Pointet et son épouse, un couple de pharmaciens. En 1981 a eu lieu l'ouverture de l'Institut de beauté Gellé Frères boulevard Haussmann.
Gellé Frères appartenait à la société Ipsocos en 1993.
En 2005 la propriété de la marque a été transférée en 2015 à la société Luxembourg Mythic Flora Technology (3 bld du Prince Henry).
Relancée par Simon Ménard en 2014, la nouvelle société Gellé Frères France ouvre une boutique à Paris début 2016.